# George Chou
"George" Chou Chin Nan (Kaohsiung, 24 september 1975) is een Taiwanees autocoureur.

## Carrière
Chou begon zijn autosportcarrière in 2007 in de China Formula Open Series. In 2010 stapte hij over naar de Chinese Volkswagen Scirocco Cup. In 2011 werd hij kampioen in het Japan Touring Car Championship. Tussen 2011 en 2014 nam hij deel aan de Ferrari Challenge Asia Pacific, de Aziatische Lamborghini Super Trofeo, de Aziatische Porsche Carrera Cup en de GT Asia Series.
In 2015 maakte Chou zijn debuut in zowel de TCR International Series als de TCR Asia Series voor het team Roadstar Racing in een Seat León Cup Racer tijdens het raceweekend op het Marina Bay Street Circuit. In de International Series werd hij achttiende en dertiende in de races om vijftigste te worden in de eindstand. In de Asia Series behaalde hij echter een onverwachte pole position en eindigde de races als vierde en tweede, waardoor hij twaalfde werd in het kampioenschap met 35 punten.